# Otrokovice
Otrokovice (in tedesco Otrokowitz) è una città della Repubblica Ceca facente parte del distretto di Zlín, nella regione di Zlín.